# Schoenus centralis
Schoenus centralis là loài thực vật có hoa trong họ Cói. Loài này được Latz miêu tả khoa học đầu tiên năm 1979.